# Етномузикологія
Етномузиколо́гія — наукова дисципліна, присвячена фіксації, систематизації та дослідженню народної музики і, в широкому розумінні, вивченню традиційно-усних музичних культур.

## Походження терміна
Попри поширену думку про те, що термін «етномузикологія» англ. ethnomusicology був введений у 1950 році Яапом Кунстом, цей термін уживався й раніше, зокрема польським дослідником Луціаном Камєнським у 1934 році; проте найраніша відома згадка, а також означення цього терміна належить Клименту Квітці, й датована 1928 роком. У статті про збірник українських народних пісень Михайла Максимовича Квітка пише:
|  | Але наука про народню музику може бути конструована не тільки як парость етнографії; вона є рівночасно парость музикології, аналогічно до того, що й дослід инших родів народнього мистецтва є рівночасно і парость етнографії, і парость відповідного відділу мистецтвознавства. Із цього факта тільки досі не зроблено висновку, що на означення такого рівноправного напряму досліду варто було-б поруч із терміном „музична етнографія“, ввести в ужиток термін „етно-музикологія“. |

Окрім терміна «етномузикологія» в Україні вживаються також паралельні назви, — зокрема: музична фольклористика, музична етнологія, етномузикознавство.

## Історія етномузикологічної науки
Витоки музичної етнографії пов'язані з творчістю філософів і вчених М. Монтея (XVI ст.) Ж. Ж. Руссо, І. Г. Гердера (XVIII ст.) та інших. Наприкінці XIX — на початку XX століття підвищення інтересу до народних джерел було пов'язане із національним відродженням в ряді країн, з яким прийшло і становлення національних музичних шкіл. Становлення етномузикології були підготовлені винайденням фонографу (1877), який стали застосовувати для запису музики усної традиції (1890), а також розробкою центової системи виміру звуковисотності А. Еллісом. 1899 у Відні, а 1900 у Берліні були засновані великі фоноархіви, на базі яких почали розвиватися наукові школи.
Разом з тим значний внесок у становлення етномузикології зробили композитори, що звернулись до народної творчості, зокрема українці М. Лисенко, Ф. Колесса, росіяни М. А. Римський-Корсаков, угорці Б. Барток і З. Кодаї. В 1901—1921 роках в Російській імперії діяла музично-етнографічна комісія при Російському географічному товаристві. 1921—1931 роках в Москві діяла етнографічна секція Державного інституту музичної науки, пізніше — сектори фольклору в Ленінградському інституті театру, музики і кінематографії та Московській консерваторії. В 1955 році і США була заснована міжнародна асоціація етномузикологів (Society for Ethnomusicology), яка до сих пір є однією з найбільших організацій етномузикознавчого профілюю.

## Українська етномузикологія

### Ранні етапи
Попри те, що наукове вивчення музичного фольклору розпочалось лише в XIX столітті, письмові свідоцтва про наявність музичних фольклорних традицій збереглися із значно давніших часів. Уже в ранніх письмових пам'ятках Київської Русі згадуються різні явища фольклорного характеру (здебільшого в негативному відтінку, протиставляючи їх церковним традиціям): колядування, весільні звичаї й пісні, похоронні голосіння, гра на гуслях як акомпанемент до співу, скоморохи. Згадує про календарно-обрядові пісні й Іван Вишенський у своєму посланні до князя Острозького.
У рукописних співаниках та віршівниках із XVI і пізніших століть поміж кантами й духовними церковними піснями траплялись і народні. Так, у чеській граматиці Яна Благослава, яка належить до середини XVI ст., збереглася пісня про воєводу Штефана із Закарпаття. Звичайно, такі записи не мали наукового призначення. Під кінець XVIII ст. у Росії починають з'являтись і друковані співаники, в яких теж трапляються народні пісні, зокрема й українські (напр. збірник Василя Трутовського «Собрание русских простых песен» в 4 випусках, датованих 1776—1790; збірник Яна Прача з 1790). 1790-м роком датований почаївський «Богогласник», куди увійшло багато пісень, що мають сильний зв'язок із фольклором.
Як зазначає Філарет Колесса, «Всі українські письменники, починаючи від Котляревського, стають рівночасно першими українськими етнографами та пильно записують і виучують українські народні пісні […]». Проте людьми філологічних професій записувались здебільшого лише словесні тексти пісень.
Велике значення для української музичної фольклористики мали праці й збірки Зоряна Доленґи-Ходаковського (справжнє ім'я: Адам Чарноцький (1784—1825), зібрав 1254 українські народні пісні, більшість у рукописах), Миколи Цертелєва (публікації 1819, 1824 рр.), Михайла Максимовича (збірники 1827, 1834, 1849 він публікував як власноручно зібрані матеріали, так і Цертелєва, Ходаковського, Срезневського). У 1834 Максимович видає також першу в Україні збірку з мелодіями народних пісень «Голоса украинских песень, положенных на ноты для пения и фортепьяно Алабьевым» (сюди увійшло 25 мелодій). У Харкові збирацьку роботу ведуть Ізмаїл Срезневський (видає збірку «Запорожская Старина»), Левко Боровиковський, Амвросій Метлинський та Микола Костомаров. У Петербурзі Платон Лукашевич у 1836 р. видає збірку «Малорусския и Червонорусския народные думы и песни», куди увійшла, зокрема, дума про Самійла Кішку, «Пісня про Байду» й ін.
1837 р. Маркіян Шашкевич, Яків Головацький, Іван Вагилевич, Григорій Ількевич та ін. видали альманах «Русалка Дністровая». До інших збірок належать збірка Йосипа Лозинського (1835), Жеготи Паулі (1839 і 1840), Якова Головацького (1846, 1847).
У Галичині, поміж інших, важливим опублікованим збірником був «Pieśni polskie i ruskie ludu galicyjskiego» 1833 року (укладач Вацлав Залеський). 

### Початок XX століття
Перші праці, присвячені вивченню українського музичного фольклору належать Д. Яворницькому, В. Верховицню, М. Лисенку, Ф. Колессі, П. Сокальському. 1922 року К. Квітка відкрив Кабінет музичної етнографії при Академії наук Української РСР у Києві. В 1930-х роках він, однак, був репресований за політичними мотивами, а з 1936 був змушений продовжувати працювати у Москві. Його новаторські теоретичні розробки по методології дослідження календарних пісень і народної інструментальної традиції стали основоположними для української науки.
Етнографічна комісія стали основою для створення Ін-ту укр. фольклору (1936) і на його базі — Інституту мистецтвознавства, фольклористики та етнографії. У другій половині XX століття співробітники Інституту мистецтвознавства, фольклору та етнографії ім. М. Рильського АН УРСР видали два навчальні посібники під назвою «Українська народна поетична творчість» (1958 та 1965). Активно працювали музикологи 3. Василенко, М. Гордійчук, А. Гуменюк, О. Правдюк, Л. Ященко; філологи І. Березовський, О. Дей, Г. Довженок, С.Мишанич, Г. Рубай, М. Шубравська, Н. Шума- да, В. Юзвенко та інші. Ін-т видав 28 томів серії «Українська народна творчість», поміж яких — 20 томів з жанрів словесно-муз. фольклору: «Історичні пісні» (1961), «Ігри та пісні» (1963), «Пісні Явдохи Зуїхи» (1965), «Колядки та щедрівки» (1965), «Жартівливі пісні» (1967), «Радянська пісня» (1967), «Коломийки» (1960), «Танцювальні пісні» (1970), «Весілля» (1970, у 2-х кн.), «Інструментальна музика» (1872), «Співанки-хроніки» (1972); «Рекрутські та солдатські пісні» (1974), «Наймитські та заробітчанські пісні» (1975), «Чумацькі пісні» (1976), «Пісні літературного походження» (1978), «Весільні пісні», (1982 у 2-х кн.); «Дитячий фольклор» (1984), «Балади» (1987—1988, у 2-х кн.), «Дитячі пісні та речитативи» (1991), «Українські народні думи» (2007); поза серією — «Пісні Поділля» (1976) та ін.
Значний поштовх до відновлення структурно-аналітичного напряму Ф. Колесси — К. Квітки в Україні дали праці В. Гошовського («Украинские песни Закарпатья», 1968, «У истоков народной музыки славян», 1971), його ж розробки із застосування кібернетики в каталогізації пісень, роботи С. Грици й розроблювана нею теорія парадигматики («Мелос української народної епіки», 1979). 1982 року опубліковано підручник М. Грицая, В. Бойка, Л. Дунаєвської «Українська народно-поетична творчість». У 1990-х — 2000-х роках ряд основоположних праць було підготовлено А. Іваницьким.

### Сучасність
Музична фольклористика є предметом вивчення у вищих музичних навчальних закладах і предметом вивчення вчених і музикантів. За класифікацією Вищої атестаційної комісії дослідження етномузикознавчого напрямку відносяться до спеціальності 17.00.03 — «музичне мистецтво» і формулюються так:
| дослідження синкретичних та автономних форм народної музичної творчості, їх етнічної своєрідності, специфіки музичного мислення народу, жанрово-стильової системи фольклору, взаємодії музичних, вербальних, хореологічних компонентів фольклорних текстів.[6] |
Разом з тим етномузикологи розрізняють такі напрями досліджень:
- Напрям мелогеографії і структурно-аналітичних досліджень фольклору розробляють фольклористи Б. Луканюк, Є. Ефремов, І. Клименко[8], А. Іваницький[9], Л. Єфремова[10];
- функціонально-структурний напрям та етносоціологічні дослідження з увагою до етнорегіональних процесів: С. Грица[11];
- фольклор переселенців — Н. Супрун[12];
- етнопедагогіка та сцієнтичні узагальнення національної етномузикології — А. Іваницький[13];
- етнорегіональні монографічні дослідження в галузі етноінструментознавства — І. Мацієвський[14], М. Хай[15], Б. Яремко[16] та інші.

Виданням автентичного фольклору на CD в Україні активно займається «Арт Екзистенція УЕЛФ».